# Anfeque
Anfeque (do grego ἀμφηκή, 'lâmina-dupla'), é um termo criado por Charles Sanders Peirce para designar qualquer uma das duas operações muitas vezes referidas como Conectivo de Sheffer, Flecha de Peirce, ou NAND e NOR. Cada um desses operadores lógicos são denominados operador auto-suficiente, pois derivam ou generalizam todas os outros operadores lógicos, o que denota completude funcional.
	Por exemplo, {\displaystyle x\bot y} significa que x é falso e y é falso. Então {\displaystyle (x\bot y)\bot z}, significará que z é falso, porém essa indicação {\displaystyle (x\bot y)} é falsa e x é falso e y também o é. 
Conseqüentemente, o valor de {\displaystyle x\bot x} é o mesmo do {\displaystyle \lnot x}; e o valor de {\displaystyle (x\bot x)\bot x} é falso, porque x é necessariamente falso; enquanto que o valor de {\displaystyle (x\bot y)\bot (x\bot y)} não é o caso se {\displaystyle x\bot y} é verdadeiro; e {\displaystyle ((x\bot x)\bot x)\bot (x\bot (x\bot x))} é necessariamente verdadeiro apenas quando valor de x é verdadeiro.
Com estes dois sinais, o vinculum (que equivale aos parênteses, colchetes, chaves, etc.) e o {\displaystyle \bot } será  chamado anfeque, e todas as afirmações a respeito dos valores das quantidades podem ser expressos. (C.S. Peirce, CP 4.264).
Na passagem citada, Peirce introduz o termo anfeque para os operadores lógicos binários que são atualmente chamados de negação conjunta em lógica, o operador NOR na ciência computacional, ou ainda pela expressão “nenhum dos dois" na linguagem natural. Para esta operação, emprega-se o símbolo tipográfico representado pela inversão do símbolo do zodíaco de Áries. Este mesmo símbolo  também pode denotar o conectivo ou operador que é conhecido como negação alternativa, ou operador NAND para a ciência da computação, ou ainda como "não … e" também na linguagem natural.